# Tschogha Misch
Koordinaten: 32° 13′ 23,3″ N, 48° 33′ 16,7″ O

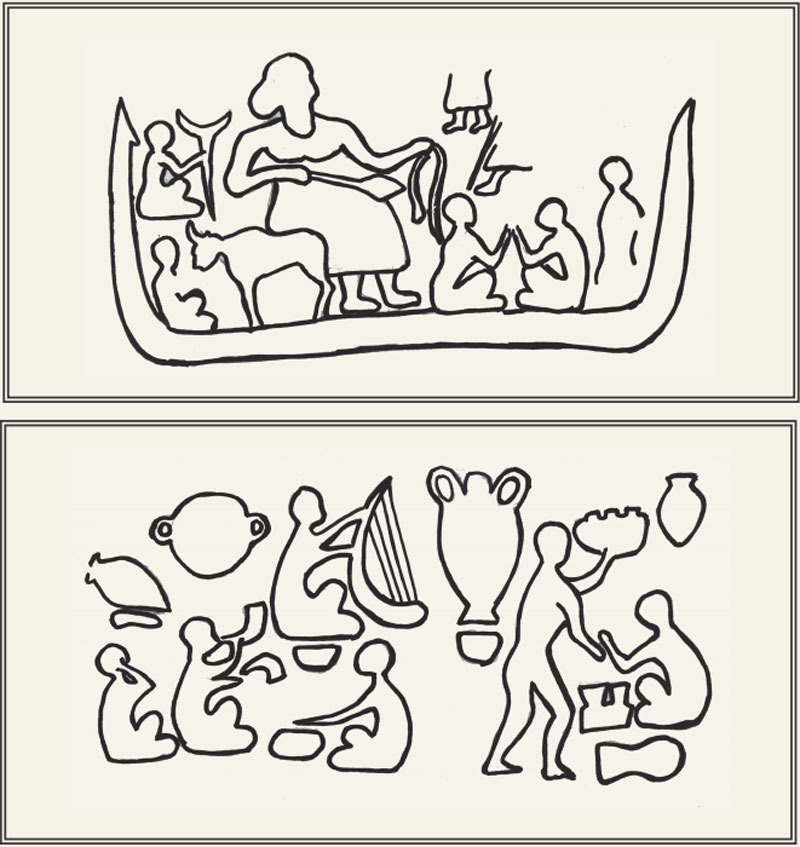
Rekonstruktionszeichnung von fünf Fragmenten eines Rollsiegel-Abdrucks, um 3400 v. Chr. Unten: Musikgruppe bei einem Fest mit der ältesten Abbildung einer Bogenharfe in Iran.

Tschogha Misch (oder auch Chogha Mish,  persisch تپه چغامیش Tappeh-ye Choghā Mīsh, DMG Tappe-ye Čoġā Mīš) ist der weitläufigste vor- und frühgeschichtliche archäologische Fundplatz auf dem Territorium des alten Elam in der heutigen Provinz Chuzestan im Südwesten Irans. Die etwa 17 Hektar große Anlage liegt zwischen Dezful und Schuschtar sowie knapp 5 km östlich von Tschogha Bonut (Čoḡā Bonut), einer weiteren historischen Stätte.
Die Besiedlung von Tschogha Misch geht auf das 8. Jahrtausend v. Chr. zurück und fand damit ihren Ursprung in der Jungsteinzeit. Nahezu durchgehende Belege dafür finden sich seit dem 6. Jahrtausend v. Chr. (Kupfersteinzeit) bis hin zum 4. Jahrtausend v. Chr., als die ersten Tontafeln im mesopotamischen Uruk entstanden, die Keilschriften aufwiesen. Insoweit wird davon ausgegangen, dass Tschogha Misch ein kulturelles und gesellschaftliches Zentrum in der Region Chusistans war. Die heutige Bedeutung wiederum liegt darin, dass die Entwicklung der Schrift hier ihren Ursprung hatte.

## Archäologie
Die Ausgrabungen in Tschogha Misch gehen auf die Initiative des Oriental Institute der University of Chicago zurück, eines der weltweit bedeutendsten Forschungszentren für Vorderasiatische Altertumskunde und Ägyptologie. Ausgegraben wurde von 1961 bis 1978. Die Leitung des Grabungsprojekts hatten Pinhas Delougaz und Helene J. Kantor inne. Viele der Ausgrabungsstücke und die dazugehörigen Aufzeichnungen fielen der 1979 einsetzenden Islamischen Revolution zum Opfer.